# Hommangrund
Hommangrund är en ö i Finland. Den ligger i Finska viken och i kommunen Kyrkslätt i den ekonomiska regionen  Helsingfors i landskapet Nyland, i den södra delen av landet. Ön ligger omkring 34 kilometer sydväst om Helsingfors.
Öns area är 1,7 hektar och dess största längd är 180 meter i öst-västlig riktning. Ön höjer sig omkring 10 meter över havsytan.